# Jútor
Un jútor es un pequeño pueblo rural cosaco, muchas veces compuesto por los miembros de una misma familia, de infraestructura básica, sin organización administrativa civil propia. Habitualmente no tiene más de una decena de construcciones, entre las cuales hay viviendas e infraestructuras agrarias. Es, por tanto, análogo a otras realidades históricas de la cuenca mediterránea, como la alquería andalusí o la villa romana.
Un jútor forma parte administrativa de una stanitsa, que reúne varios jútores en territorios del mismo yurt, tradicional definición territorial geográfica cosaca de una región. Es un término administrativo jurídico que se utiliza principalmente en territorios poblados de manera compacta en su mayoría por cosacos en Rusia y Ucrania, hasta el día de hoy.
Durante las reformas de Stolypin en el imperio ruso, Peter Stolypin imaginaba que los campesinos ricos «privatizarían» su parte de las tierras de la comunidad (obshchina (ruso: община) o tovarystvo (ucraniano: товариство)), dejando a las obshchinas y estableciéndose en khutors en sus ahora terrenos de propiedad individual. Un concepto menos radical era el de otrub (отруб) o vidrub: una sección de tierra anteriormente obshchina, cuyo propietario abandonó la obshchina, pero siguió viviendo en la aldea y «viajando» a su tierra.   En 1910, la proporción de khutors y otrubs entre todos los hogares rurales de la parte europea de Rusia se estimaba en un 10,5 %. Estos prácticamente se eliminaron durante la colectivización en la URSS. 